# Regressionsanalys

Regressionslinjen i blått är funktionen som bäst approximerar de röda datapunkterna

Linjär regression, beroende av koordinatsystemet. Regressionslinje beräknad som y=f(x) (blå linje) eller x=f(y) (grön linje). Röd linje har minimal summa av vinkelräta avstånd till punkterna. Punktsvärmen vrids kring origo = (m_{x}, m_{y}).

Regressionsanalys, regression, är en metod inom statistik där målet är att skapa en funktion som bäst passar observerade data.

## Enkel linjär regression
Vid enkel linjär regression utgår man från att en rät linje kan anpassas till data och regressionsekvationen är då
{\displaystyle y=a+bx,\,}
där y (vertikal) är den beroende (den som påverkas) variabeln och x (horisontell) är den oberoende (den som påverkar). Interceptet med y-axeln a och lutningen b beräknas så att felet jämfört med observerade data blir så litet som möjligt. Felet kan beräknas med exempelvis minstakvadratmetoden eller maximum likelihood.
Linjär regression förutsätter att variablerna är på intervallskalenivå.
Regressionslinjen beror inte enbart på punktsvärmens utseende utan även på dess orientering i koordinatsystemet, vilket visas av vidstående bild. Man får också en annan linje om oberoende/beroende variabel byts.

## Andra varianter av regressionsanalys
- Multipel linjär regression
- Icke-linjär regression
- Kvadratisk regression
- Kubisk regression
- Kvantilregression (där medianregression är ett specialfall)
- Enkel logistisk regression
- Sinusregression